# 界河口镇
界河口镇，是中华人民共和国山西省吕梁市岚县下辖的一个乡镇级行政单位。2021年5月28日，撤销大蛇头乡，整建制并入界河口镇。

## 行政区划
界河口镇下辖以下地区：
东口子村、阳寨村、会里村、西口子村、张家湾村、楼坊坪村、岔上村、塔上村和铁青村。